# Maria Bogumiła Przyłucka
Krystyna Maria Bogumiła Przyłucka (ur. 1927, zm. 1990 w Łodzi) – polska kapłanka mariawicka i poetka, kustoszka kustodii śląsko-łódzkiej Kościoła Katolickiego Mariawitów w Polsce, wieloletnia proboszcz parafii św. Franciszka z Asyżu w Łodzi.

## Życiorys
Krystyna Przyłucka urodziła się w roku 1927. W drugim roku życia została osierocona i stała się wychowanką sierocińca przy parafii Starokatolickiego Kościoła Mariawitów w Wiśniewie, gdzie przebywała do jedenastego roku życia. W 1938 zamieszkała z krewnymi w Warszawie. Po powstaniu warszawskim znalazła się po kolei w obozach w Ravensbrück i Dachau. Po wojnie ukończyła liceum pedagogiczne i pracowała jako nauczycielka dorosłych. W 1954 wstąpiła do Zgromadzenia Sióstr Mariawitek w Felicjanowie, skąd wysłana na studia na Chrześcijańską Akademię Teologiczną, ukończyła je z tytułem magistra teologii starokatolickiej w 1958. Otrzymawszy w tymże roku święcenia kapłańskie była aż do śmierci (1990) proboszczem parafii Kościoła Katolickiego Mariawitów w Łodzi oraz kierowała kustodią śląsko-łódzką tego Kościoła.
W 2003 łódzka parafia Kościoła Katolickiego Mariawitów wydała tomik poezji Wiersze od serca składający się z 27 utworów na 36 stronach. Wiersze są w większości poświęcone tematyce religijnej, obozowej i patriotycznej, związane są ściśle z duchowością mariawityzmu. Niektóre utwory opisuje z pozycji doktryny mariawitów felicjanowskich. W jej wierszach jest mowa i o zstąpieniu Bogurodzicy na ziemię, i misji arcybiskupa Jana Marii Michała Kowalskiego jako syna duchowego Mateczki oraz kierownika Kościoła Mariawitów (Arka dzieła Bożego); są tam i doktrynalne ujęcia dotyczące Mateczki i Królestwa Bożego na ziemi.